# Helene Wolfsohn
Helene Wolfsohn, född 1798, död 1869, var en tysk affärsidkare.
Hon ärvde en porslinsfabrik av sin far, kallad L. Meyer & Söhne. Hon köpte in vitt porslin i Meissen dekorerade det i samma stil som Meissenporslinet av Johann Gregorius Höroldt; hon inspirerades också av Watteau.
Hon lämnade verksamheten till sin dotter Emilie Elb. 